# Juf Braaksel en de magische ring (film)
Juf Braaksel en de magische ring is een Nederlandse film uit 2023 van Aram van der Rest, gebaseerd op het gelijknamige boek van Carry Slee.

## Verhaal[2]
De school van Lotte en Thijs krijgt een nieuwe directeur. Alleen blijkt Juf Brakel geen kindervriend te zijn. Ze komt met de ene na de andere regel die school minder leuk maken. De leerlingen beginnen haar meer en meer te haten en geven haar de bijnaam Juf Braaksel.

## Rolverdeling
| Acteur              | Personage     | Opmerkingen               |
| ------------------- | ------------- | ------------------------- |
| Nicolette van Dam   | Juf Brakel    | Hoofd van de school       |
| Djamila             | Juf Evi       |                           |
| Lily Richardson     | Lotte         |                           |
| Kraantje Pappie     | Fred          | stiefvader Lotte          |
| Flint de Man        | Thijs         | beste vriend Lotte        |
| Carolina Dijkhuizen |               | moeder Lotte              |
| Juvat Westendorp    | Meester Daan  |                           |
| Svenn van der Kruit | Mo            | klasgenoot Lotte en Thijs |
| Lisa Michels        | nieuwslezeres |                           |